# Paraskiewa (Dybina)
Paraskiewa, imię świeckie Praskowja Semenowna Dybina (ur. 27 października 1867 w Nowoachtyrce, zm. 30 października 1942 w Lisiczańsku) – ukraińska riasoforna mniszka prawosławna, jurodiwa, święta prawosławna.

## Życiorys
Pochodziła z rodziny chłopskiej z guberni charkowskiej. Była najstarszym z pięciorga dzieci, miała młodsze siostry Annę i Jepistimiję oraz braci Kosmę i Jakowa. Według hagiografii już w dzieciństwie miała posiadać zdolność przepowiadania przyszłości, mówiła również o sobie, że spędzi całe życie samotnie. W wieku dwunastu lat, według tradycji po cudownym widzeniu, porzuciła rodzinę i wstąpiła jako posłusznica do monasteru Ikony Matki Bożej „Wszystkich Strapionych Radość” w Starobielsku. Jej rodzice wielokrotnie próbowali odebrać ją z klasztoru, jednak dziewczynka ukrywała się przed nimi. W monasterze zaczęła prowadzić życie jurodiwej. W nieznanym roku złożyła śluby mnisze w riasofor, po których nadal prowadziła dotychczasowy tryb życia. Przypisuje się jej przepowiednie dotyczące rewolucji październikowej i objęcia władzy w Rosji przez komunistów, jak również zniszczenia monasteru, w którym żyła.
W 1924 monaster w Starobielsku został zlikwidowany. Riasoforna mniszka Paraskiewa zamieszkała w monasterze św. Tomasza, Zaśnięcia Matki Bożej i św. Serafina z Sarowa w pobliżu Swatowej Łuczki. Pozostała tam do likwidacji klasztoru w 1928. Następnie żyła w różnych miejscowościach, według tradycji czyniąc cuda, uzdrawiając.
W 1933 Paraskiewa została aresztowana i skazana na zesłanie do Kotłasu. Po kilku latach wróciła do Lisiczańska. Ponownie zaczęła udzielać porad duchowych wiernym prawosławnym. Duchowo opiekowała się grupą mężczyzn i kobiet pragnących prowadzić życie mnisze. Wiernym zalecała regularną lekturę Psałterza, zabraniała w dni świąteczne sprzątać w domach, twierdząc, że takie zachowanie sprowadza na człowieka choroby. Nadal przepowiadała przyszłość. W 1938 została po raz drugi aresztowana, jednak zwolniono ją po pięciu miesiącach. W ostatnich latach życia mieszkała w Lisiczańsku razem z mniszkami Cherubiną i Nadzieją. Po jej śmierci nadal istniał jej nieformalny kult.

## Kult
30 października 2008 dokonano translacji relikwii Paraskiewy. Decyzja o jej kanonizacji zapadła 19 czerwca 2014 na posiedzeniu Świętego Synodu Ukraińskiego Kościoła Prawosławnego. Paraskiewę (razem z ks. Dymitrem Gorskim) kanonizował 7 października 2014 metropolita kijowski i całej Ukrainy Onufry; akt synodu w tej sprawie odczytał metropolita ługański i alczewski Mitrofan. Kult Paraskiewy obejmuje obszar eparchii siewierodonieckiej.